# Bronisław Lubicz-Nycz
Bronisław Lubicz-Nycz (ur. 5 marca 1906 w Brzezowcu, zm. 6 sierpnia 1981 w Warszawie) – polski aktor, nauczyciel, żołnierz podziemia.

## Życiorys
Syn Henryka i Konstancji z Borkowskich. Młodszy brat Leszka. Naukę w gimnazjum klasycznym w Nowym Sączu odbył w latach 1916–1924. Studiował polonistykę na Uniwersytecie Warszawskim i w sezonie 1925/26 był  słuchaczem Instytutu Reduty w Warszawie, następnie z zespołem Reduty przeniósł się do Wilna, gdzie uczestniczył w jej pracach jako aktor i inspicjent. Brał udział w objazdach Reduty. Po uzyskaniu w roku 1928 absolutorium Wydziału Filozoficznego Uniwersytetu Jagiellońskiego otrzymał posadę nauczyciela w miejscowości Leśna Podlaska. 
Po wybuchu II wojny światowej działał w konspiracji, od 1940 roku żołnierz Związku Walki Zbrojnej – Armii Krajowej, ps. Leszek. W 1944 był adiutantem dowódcy batalionu Kiliński. Brał udział w powstaniu warszawskim podczas którego został ciężko ranny. Trafił do niewoli niemieckiej i został osadzony w Stalagu IV-B Mühlberg, następnie przeniesiony do Stalagu XI B Fallingbostel. 
Uwolniony przez zachodnich aliantów wrócił do Warszawy jesienią 1945 roku, gdzie rozpoczął pracę w Ludowym Instytucie Oświaty i Kultury. Po jego likwidacji przez władze, zainicjował powołanie w roku 1949 Instytutu Wydawniczego „Sztuka”. Po wojnie był działaczem kultury, publicystą, pedagogiem, organizatorem i współtwórcą ruchu teatrów ludowych i aktywistą Towarzystwa Kultury Teatralnej, jego prezesem, członkiem prezydium ZG i członkiem honorowym. 
Był współredaktorem Wielkiej Encyklopedii Powszechnej PWN i Słownika Języka Polskiego.
Zmarł w Warszawie, pochowany na cmentarzu Wojskowym na Powązkach (kwatera A 10-1-28).

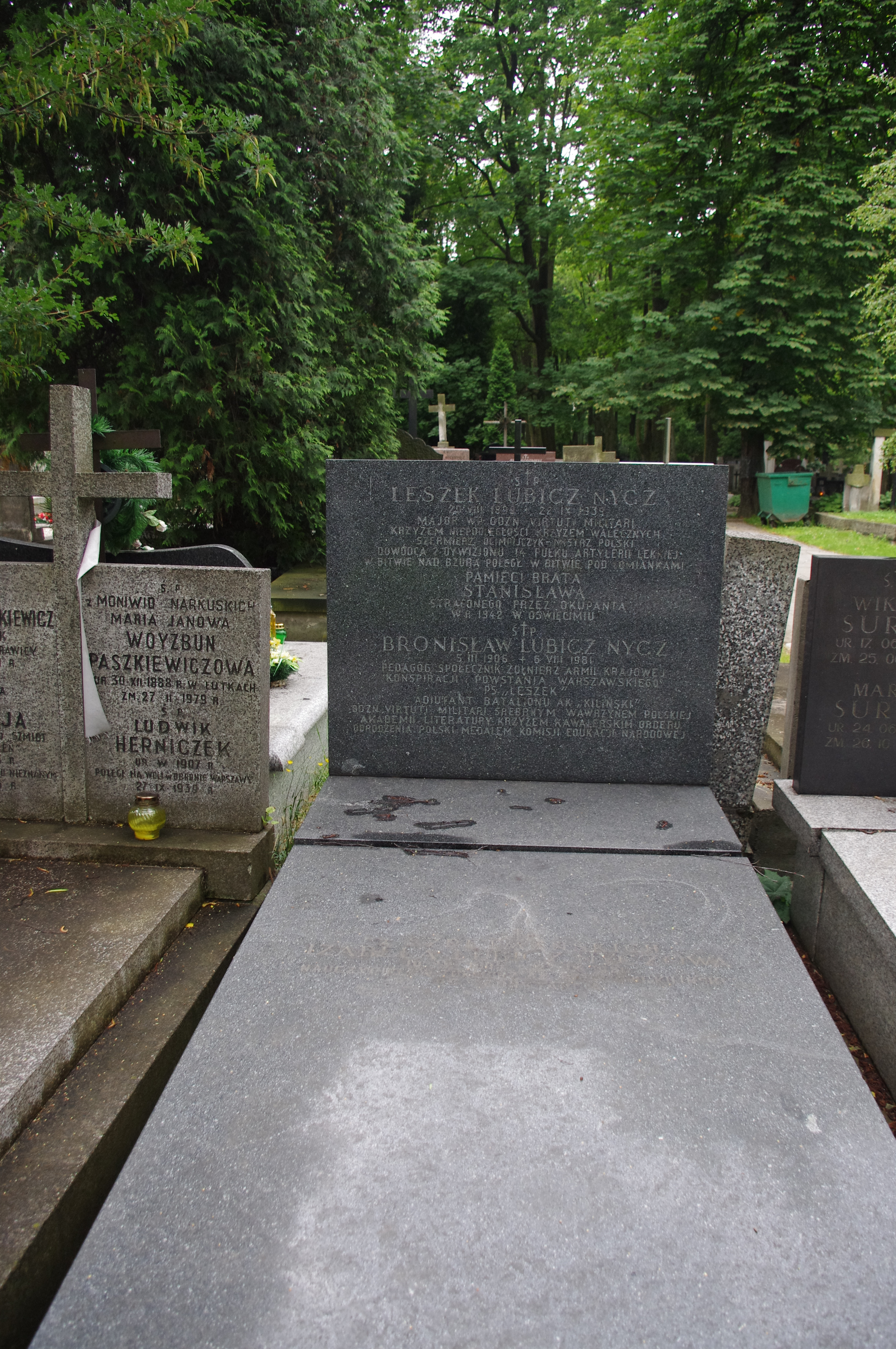
Grób szermierza Leszka Lubicz-Nycza i pedagoga Bronisława Lubicz-Nycza na cmentarzu Wojskowym na Powązkach w Warszawie

## Publikacje
- Bronisław Lubicz-Nycz: Batalion „Kiliński” AK 1940–1944, pod red. Tomasza Strzembosza, Warszawa 1986, wyd. Państwowe Wydawnictwo Naukowe.

## Ordery i odznaczenia
- Krzyż Srebrny Orderu Virtuti Militari[1]
- Warszawski Krzyż Powstańczy[3]
- Srebrny Wawrzyn Akademicki (4 listopada 1937)[4]